# I liga polska w rugby (1987)
I liga polska w rugby (1987) – trzydziesty pierwszy sezon najwyższej klasy ligowych rozgrywek klubowych rugby union w Polsce. Tytuł mistrza Polski zdobyła drużyna Ogniwo Sopot, drugie miejsce zajął AZS AWF Warszawa, a trzecie Lechia Gdańsk.

## Uczestnicy rozgrywek
W rozgrywkach I ligi w tym sezonie uczestniczyło dziesięć drużyn. Było wśród nich osiem najlepszych drużyn poprzedniego sezonu: AZS AWF Warszawa, Lechia Gdańsk, Ogniwo Sopot, Budowlani Łódź, Orkan Sochaczew, Budowlani Lublin, Śląsk Ruda Śląska i Skra Warszawa, oraz dwie drużyny, które awansowały z II ligi – VIS Siedlce i Budowlani Olsztyn.

## Przebieg rozgrywek
Rozgrywki toczyły się systemem wiosna – jesień. W pierwszej rundzie, wiosennej, drużyny były podzielone na dwie pięciozespołowe grupy, w których grały każdy z każdym, mecz i rewanż. Dwie najlepsze drużyny każdej grupy oraz zwycięzca barażu pomiędzy zespołami z trzecich miejsca awansowały do grupy A walczącej o mistrzostwo Polski, a pozostałe drużyny do grupy B grającej o utrzymanie w lidze. Rozgrywki w pięciozespołowych grupach A i B odbywały się w rundzie jesiennej, każdy z każdym, mecz i rewanż. Ostatnia drużyna grupy B spadała automatycznie do II ligi, a przedostatnia miała grać baraż o utrzymanie w I lidze z drugim zespołem II ligi.

### Runda wiosenna

#### Grupa I
Wyniki spotkań:
|                   | AZS AWF Warszawa | Budowlani Łódź | Orkan Sochaczew | Śląsk Ruda Śląska | VIS Siedlce |
| AZS AWF Warszawa  | –                | 30:7           | 10:19           | 32:18             | 26:15       |
| Budowlani Łódź    | 4:42             | –              | 11:10           | 33:26             | 24:3        |
| Orkan Sochaczew   | 3:40             | 38:9           | –               | 14:18             | 43:9        |
| Śląsk Ruda Śląska | 0:30             | 40:15          | 10:7            | –                 | 48:10       |
| VIS Siedlce       | 0:40             | 0:10           | 0:17            | 0:36              | –           |

Tabela końcowa (na zielono wiersze z drużynami awansującymi do grupy A, na żółto z drużyną, która zagrała w barażu, a na czerwono z drużynami, które zakwalifikowały się do grupy B):
| Pozycja | Drużyna           | Punkty razem | Bilans punktów |
| ------- | ----------------- | ------------ | -------------- |
| 1       | AZS AWF Warszawa  | 22           | 250:66         |
| 2       | Śląsk Ruda Śląska | 18           | 196:141        |
| 3       | Orkan Sochaczew   | 16           | 151:107        |
| 4       | Budowlani Łódź    | 16           | 113:189        |
| 5       | VIS Siedlce       | 8            | 37:244         |

#### Grupa II
Wyniki spotkań:
|                   | Lechia Gdańsk | Ogniwo Sopot | Budowlani Lublin | Skra Warszawa | Budowlani Olsztyn |
| Lechia Gdańsk     | –             | 15:13        | 32:7             | 7:12          | 32:0              |
| Ogniwo Sopot      | 11:3          | –            | 78:6             | 60:6          | 52:0              |
| Budowlani Lublin  | 10:13         | 6:57         | –                | 3:9           | 32:14             |
| Skra Warszawa     | 13:13         | 3:13         | 40:4             | –             | 9:0 (wo)          |
| Budowlani Olsztyn | 0:48          | 0:70         | 4:12             | 9:50          | –                 |

Tabela końcowa (na zielono wiersze z drużynami awansującymi do grupy A, na żółto z drużyną, która zagrała w barażu, a na czerwono z drużynami, które zakwalifikowały się do grupy B):
| Pozycja | Drużyna           | Punkty razem | Bilans punktów |
| ------- | ----------------- | ------------ | -------------- |
| 1       | Ogniwo Sopot      | 22           | 354:39         |
| 2       | Skra Warszawa     | 19           | 142:109        |
| 3       | Lechia Gdańsk     | 19           | 163:66         |
| 4       | Budowlani Lublin  | 12           | 80:247         |
| 5       | Budowlani Olsztyn | 7            | 27:305         |

#### Baraż o grupę A
W spotkaniu barażowym rozegranym w Poznaniu Lechia Gdańsk pokonała Orkan Sochaczew 19:12.

### Runda jesienna

#### Grupa A (o miejsca 1–5)
Wyniki spotkań:
|                   | Ogniwo Sopot | AZS AWF Warszawa | Skra Warszawa | Śląsk Ruda Śląska | Lechia Gdańsk |
| Ogniwo Sopot      | –            | 15:20            | 48:3          | 28:4              | 8:3           |
| AZS AWF Warszawa  | 12:20        | –                | 80:4          | 50:0              | 62:6          |
| Skra Warszawa     | 0:24         | 16:26            | –             | 6:9               | 6:24          |
| Śląsk Ruda Śląska | 21:36        | 12:34            | 12:14         | –                 | 12:0          |
| Lechia Gdańsk     | 9:22         | 6:9              | 27:16         | 15:3              | –             |

Tabela końcowa:
| Pozycja | Drużyna           | Punkty razem | Bilans punktów |
| ------- | ----------------- | ------------ | -------------- |
| 1       | Ogniwo Sopot      | 22           | 201:72         |
| 2       | AZS AWF Warszawa  | 22           | 293:79         |
| 3       | Lechia Gdańsk     | 14           | 90:138         |
| 4       | Śląsk Ruda Śląska | 12           | 73:183         |
| 5       | Skra Warszawa     | 10           | 65:250         |

#### Grupa B (o miejsca 6–10)
Wyniki spotkań:
|                   | Orkan Sochaczew | Budowlani Łódź | Budowlani Lublin | VIS Siedlce | Budowlani Olsztyn |
| Orkan Sochaczew   | –               | 15:9           | 36:0             | 8:4         | 59:12             |
| Budowlani Łódź    | 4:17            | –              | 4:19             | 24:6        | 32:10             |
| Budowlani Lublin  | 16:20           | 12:4           | –                | 10:7        | 22:0              |
| VIS Siedlce       | 13:11           | 12:8           | 22:10            | –           | 12:8              |
| Budowlani Olsztyn | 7:4             | 3:6            | 20:0             | 12:12       | –                 |

Tabela końcowa (na czerwono wiersz z drużyną, która spadała do II ligi, a na żółto z drużyną, która grała w barażu o utrzymanie się w I lidze):
| Pozycja | Drużyna           | Punkty razem | Bilans punktów |
| ------- | ----------------- | ------------ | -------------- |
| 6       | Orkan Sochaczew   | 20           | 170:61         |
| 7       | VIS Siedlce       | 17           | 84:91          |
| 8       | Budowlani Lublin  | 16           | 89:113         |
| 9       | Budowlani Łódź    | 14           | 91:94          |
| 10      | Budowlani Olsztyn | 13           | 72:147         |

## II liga
Równolegle z rozgrywkami I ligi odbywała się rywalizacja w II lidze. Zagrało w niej sześć drużyn, z których po pierwszej rundzie wycofała się druga drużyna Śląska Ruda Śląska. Spośród drużyn poprzedniego sezonu nie wystąpiła Legionovia Legionowo, natomiast zadebiutowała drużyna AZS Katowice. Grającą w poprzednim sezonie Juvenię Kraków zastąpiła Korona Kraków, do której przekazano sekcję rugby Juvenii. Rozgrywki toczyły się w systemie wiosna – jesień, każdy z każdym, mecz i rewanż. Do I ligi awansował zwycięzca rozgrywek, a druga drużyna rozgrywała baraż o awans do I ligi z przedostatnią drużyną z I ligi.
Tabela końcowa (na zielono wiersz z drużyną, która zdobyła awans do I ligi, a na żółto z drużyną, która uzyskała prawo do gry w barażu):
| Pozycja | Drużyna           |
| ------- | ----------------- |
| 1       | Czarni Bytom      |
| 2       | Posnania Poznań   |
| 3       | Korona Kraków     |
| 4       | AZS Katowice      |
| 5       | Bobrek Karb Bytom |

## Baraż o I ligę
W barażu rozegranym pomiędzy przedostatnim zespołem I ligi i drugim zespołem II ligi, prawo gry w kolejnym sezonie w I lidze obronili Budowlani Łódź, którzy pokonali Posnanię Poznań 23:3.

## Inne rozgrywki
W finale Pucharu Polski Ogniwo Sopot pokonało VIS Siedlce 45:9. Zarówno w mistrzostwach Polski juniorów, jak i kadetów zwycięstwo odniosły drużyny VIS Siedlce. 

## Nagrody
Najlepszym zawodnikiem został wybrany przez Polski Związek Rugby Sylwester Hodura, a trenerem Edward Hodura.